# Abba Salama
Abba Salama II est un métropolite d'Éthiopie (1348-1388). 
Il est envoyé en Éthiopie en 1350 par le patriarche copte d’Égypte. En 1352, sur son ordre, les Éthiopiens vengent l’emprisonnement du patriarche d’Alexandrie Marc par l’exécution ou la conversion forcée de marchands égyptiens qui se trouvaient sur leur territoire. La tradition rapporte que le roi Saïfa-Arad aurait conduit une expédition armée jusque dans la vallée du Nil en 1365.
Sous son épiscopat, et grâce à l’activité de moines traducteurs du couvent égyptien de Saint-Antoine, la littérature dogmatique et hagiographique copte pénètre en Éthiopie. Des recueils de droit civil et canonique, Sénodos, Didasqaléya, le Fétha-Nagast, ou Droit des Rois, sont traduits de l’arabe. Saint Georges est cité dès cette époque comme patron du pays (Evangéliaire de Saint-Étienne du Lac Haïk). Les moines éthiopiens composent parallèlement de nombreuses biographies de leurs saints fondateurs (Abba Libanos, Saint Abbo (Gabra Manfas Qeddus)) et des vies des rois Zagoué (Lalibela, Naakouéto-la-Ab, Amda Seyon Ier). Siméon, le moine copte du monastère Saint-Antoine, dans le désert égyptien, traduit en guèze le Synaxaire, où sont rassemblées les vies des Saints coptes.